# Rosa Maria Hille
Rosa Maria Hille (* 24. Februar 1981 in Leipzig) ist eine deutsche Malerin, Grafikerin und Textilkünstlerin. Sie ist Gründungsmitglied der Künstlerinnengruppe Textile Bande.

## Leben und Werdegang
Rosa Maria Hille wuchs in Leipzig auf. Nach ihrem Schulabschluss ging sie an die Gutenbergschule, eine Fachoberschule für Gestaltung, und erlangte dort die Fachhochschulreife.
Nach einem Island-Aufenthalt von 2002 bis 2003 begann sie zum Wintersemester 2003 ein Studium an der Burg Giebichenstein – Hochschule für Kunst und Design Halle im Fachbereich Malerei/Grafik. Dabei spezialisierte sie sich in der Fachklasse für Textile Künste unter der Leitung von Professor Ulrich Reimkasten. Im Jahr 2011 erlangte sie ihr Diplom. Seit 2011 ist Rosa Maria Hille als freischaffende Künstlerin tätig. Sie ist Gründungsmitglied der Künstlerinnengruppe Textile Bande und Mitglied im Bund Bildender Künstler. (BBK) Seit 2016 arbeitet sie im Kunstquartier Alte Handelsschule in Leipzig.

## Künstlerisches Schaffen

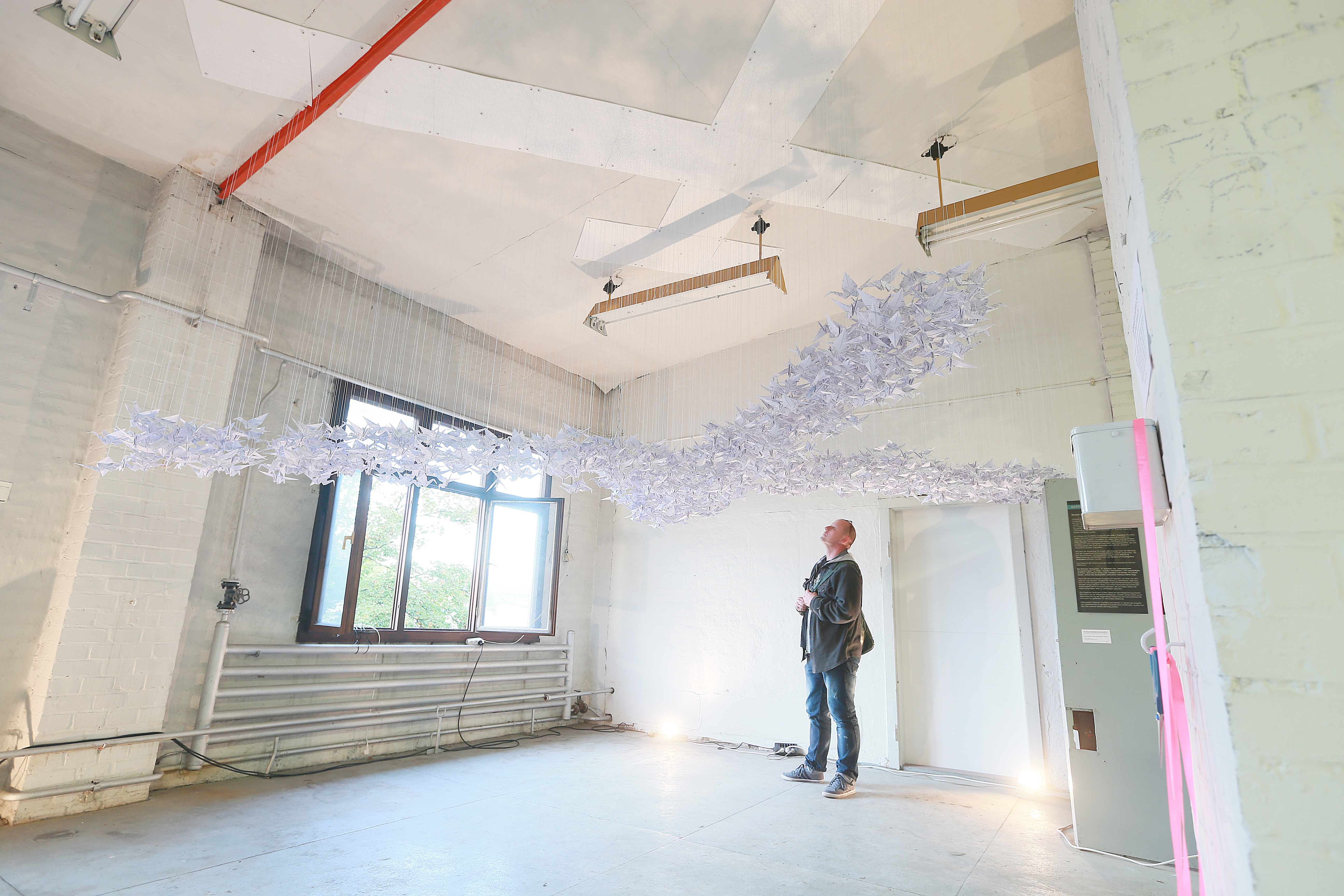
Leipzig 2015, Ausstellung „Super!Macht“. Die Installation „achtundzwanzigzueins“ zeigt 1147 Origamikraniche in Form einer Reaper-Drohne.

In ihrer Diplomarbeit wählte sie das Thema Hanf. Für eine Wandinstallation filzte sie Hanfstroh zu einem Schwarm aus bunten Kreisen, die sie mit Autolack besprühte. Die Arbeit war ein eindrucksvolles Beispiel für Textilkunst und ihr Gespür für Farben und Formen. Zusammen mit Norbert Mayer schuf sie 2015 die Installation „achtundzwanzigzueins“, die freie Darstellung einer Reaper-Drohne, die aus 1147 Origamikranichen besteht. Jeder einzelne dieser Kraniche wurde aus einer Kopie der UN-Menschenrechtscharta handgefaltet - zusammen ergeben sie die Form der Drohne. In ihren jüngsten Arbeiten wendet sie sich von figürlichen Motiven ab und widmet sich zunehmend abstrakteren Formen. Rosa Maria Hille bedient sich dabei des Mediums der Stickerei. Zwischen Textilkunst und Zeichnung angesiedelt, bezeichnen sich ihre Arbeiten als Textile Grafiken.

## Ausstellungen und Auszeichnungen (Auswahl)

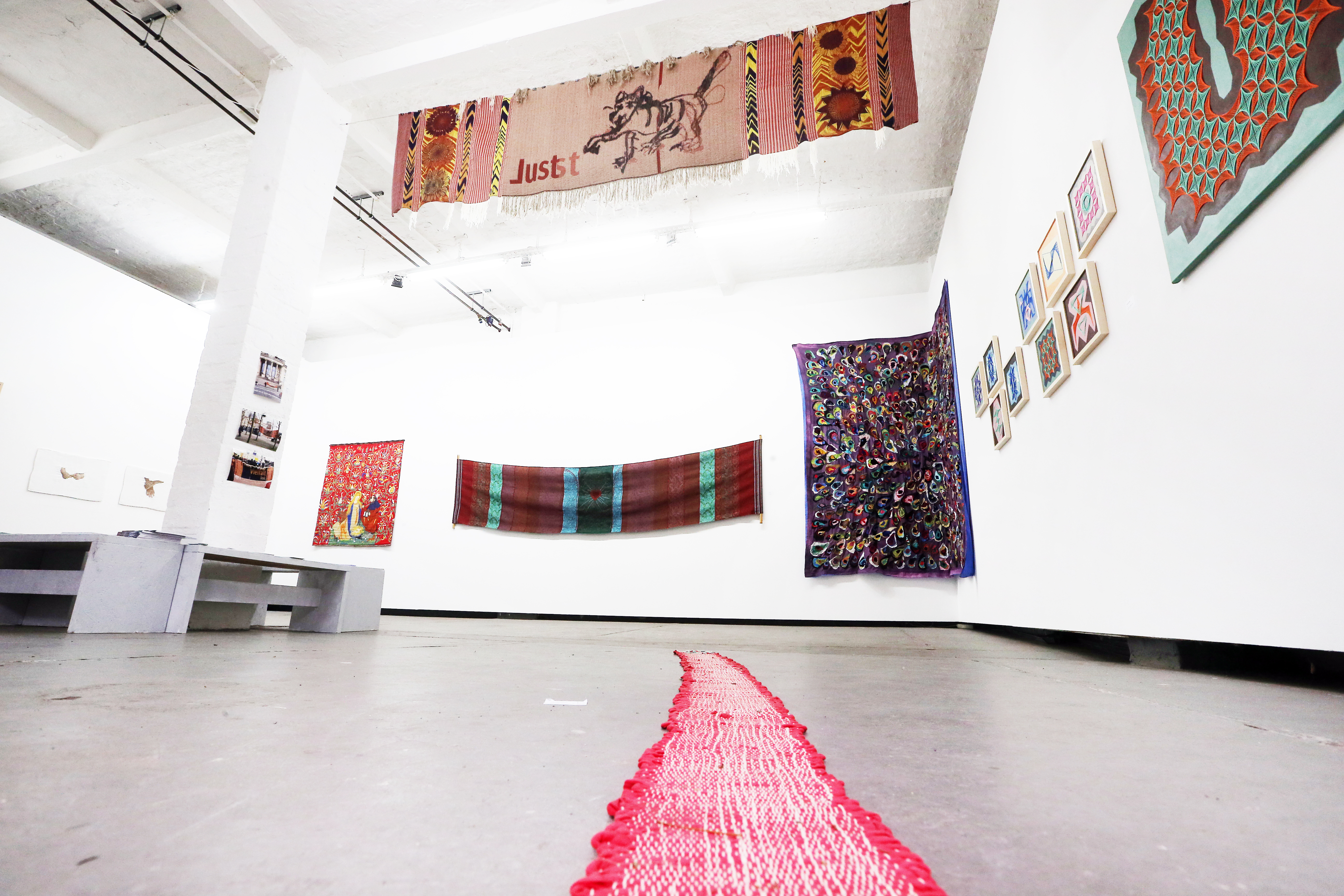
Leipzig 2017, Ausstellung „7 Positionen“ der Künstlerinnengruppe Textile Bande

- 2010: theblackdoorfiles, black door istandbul / Gruppenausstellung, Istanbul, Türkei
- 2010: Porschismus Kunstpreis / Gruppenausstellung, EEG Gallery, Leipzig
- 2010: happy_holidays / Einzelausstellung, Kunstraum Ortloff, Leipzig[7]
- 2011: Zeig Dich, unsichtbare Micky Maus, Gemaltes und Gestochenes / Einzelausstellung, Breakroom Westwerk, Leipzig[8][9]
- 2011: FMDK Salon / Gruppenausstellung, Haus der Kunst, Südgalerie, München
- 2011: pupiparie, Jahresausstellung Burg Giebichenstein Halle/Saale
- 2011: Heise Kunstpreis / Gruppenausstellung, Alte Feuerwache, Dessau
- 2011: Diplompräsentation pupiparie / Hermes Halle/Saale
- 2012: 5. Lichtdruck-Symposium, Leipzig Kunst im öffentlichen Besitz, Umweltbundesministerium, Bonn | Museum für Druckkunst
- 2012: Snow White & the Cuntman / Einzelausstellung, Breakroom Westwerk, Leipzig
- 2012: Betriebsausflug L-HH / Ausstellung mit Beatrice Barth, Kunstraum Projektor, Hamburg
- 2012: sonderfART - Giebichenstein/Halle via Leipzig nach München / Gruppenausstellung, Galerie Filser und Gräf (whitebox), München[10]
- 2013: Textile Grafiken / Designers Open - Spot 02 Tapetenwerk Raumstation, Leipzig
- 2013: Textile Grafiken / Einzelausstellung, Kunstraum (Peter Körtge) am See, Markkleeberg
- 2014: Neuaufnahmen Im Rahmen des Projektes Zeitgleich-Zeichen / Gruppenausstellung, Tapetenwerk Halle C01, Leipzig
- 2014: „Hans von Kulmbach Preis“ 3. Internationale Ausstellung des Kunstvereins Kulmbach / Gruppenausstellung, Museum Kulmbach
- 2014: Graveurs de Leipzig à Lyon / Gruppenausstellung, MAPRA, Lyon Frankreich
- 2015: Spots / Mitgliederausstellung zum 25 Jährigen Jubiläum des BBK Leipzig e.V., Tapetenwerk Halle C01, Leipzig[11]
- 2015: Super!Macht - Siebzehnte 24-Stunden-Ausstellung / Zusammen mit Norbert Mayer, Galerie Bipolar, Monopolgelände Leipzig
- 2016: Ho Ho Ho - let`s Go / Textile Bande, Studio S, Berlin
- 2016: Miniatur - Achtzehnte 24-Stunden-Ausstellung, Leipzig
- 2017/18: Fingerspitzengefühle / Textile Bande, Galerie Bernau b. Berlin
- 2017/18: 7 Positionen[12] / Textile Bande, Projektort 4D, BBK Leipzig, SEPIA Institut für Textile Künste, Berlin
- 2017/18: Natur-Mensch / Textile Bande, 23. Kunstausstellung St. Andreasberg Harz
- 2017/18: Lepidoptera / Sichtbar - Zeitgenössische Kunst im Rahmen der Händel-Festspiele, Halle an der Saale
- 2019: De Scale / Einzelausstellung, Norbert Schaal Maßkonfektion Leipzig
- 2019: VOILÀ! / Gruppenausstellung, Bund Bildender Künstler Leipzig e. V., Spinnerei Halle 14 UG Leipzig
- 2020: VOILÀ! / Gruppenausstellung, 30 Jahre BBK Leipzig e.V., Spinnerei Werkschauhalle Leipzig
- 2022: DON`T KNOW WHY / Gruppenausstellung, Kunstraum Ortloff, Leipzig